# 韩熙载夜宴图
《韩熙载夜宴图》，據宋《宣和画谱》所載為五代十国南唐画家顾闳中的作品，現存此本摹於南宋，元代汤垕《画鉴》、清代孙承泽《庚子消夏记》、顾复《平生壮观》、《石渠宝笈初编》等书皆著錄。清末流出宫外，1945年，张大千以500兩黃金的鉅款購得，现藏于北京故宫博物院。據記載，南唐的周文矩亦作《韓熙載夜宴圖》，元朝時兩作俱在，現今僅存顧本傳世。另有唐寅摹本，现收藏於重庆中国三峡博物馆。

## 创作经过
- 南唐後主李煜聽說韩熙载生活「荒縱」，派畫院待詔顧閎中到韓熙載家窺探，回來後憑「目識心記」畫作此幅反映韓熙載夜宴情況的長卷，真實地描繪鬱鬱不得志的韓熙載縱情聲色的神情。全畫分五段，段落之间，以屏风、帐篷等相隔：第一段「聽樂」，图中人物有李家明、新科状元郎粲、太常博士陈致雍、紫薇郎朱跣、善舞少女王屋山等；第二段「觀舞」，韩熙载亲自击鼓伴奏，王屋山翩翩起舞；第三段「歇息」，畫面由動轉入靜，有客披被而眠，韓熙載坐在床榻上與侍女聊天，有一侍女以琵琶遮面；第四段「清吹」，韩熙载右手持扇，正在欣赏乐队吹奏笛篳篥；第五段「散宴」，人們依依不捨。

- 作品如实地再现了南唐大臣韩熙载夜宴宾客的历史情景，细致地描绘了宴会上弹丝吹竹、清歌艳舞、主客揉杂、调笑欢乐的热闹场面，又深入地刻划了主人公超脱不羁、沉郁寡欢的复杂性格。全图共分为五个段落，首段“听乐”，韩熙载与状元郎粲坐床榻上，正倾听教坊副使李家明之妹弹琵琶，旁坐其兄，在场听乐宾客还有紫微朱铣、太常博士陈致雍、门生舒雅、歌妓王屋山诸人；二段“观舞”，众人正在观看王屋山跳“六幺舞”，韩熙载亲擂“羯鼓”助兴，好友德明和尚不期而遇此景，尴尬地拱手背立；三段“暂歇”，韩熙载与歌妓们坐床上休息，韩正在净手；四段“清吹”，韩熙载解衣盘坐椅上，欣赏着五个女乐合奏；五段“散宴”，韩氏手持鼓槌送别，尚有客人在与歌妓调笑。全卷以连环画的形式表现各个情节，每段以屏风隔扇加以分隔，又巧妙地相互联结，场景显得统一完整。布局有起有伏，情节有张有弛，尤其人物神态刻画栩栩如生，如“听乐”段状元郎粲的倾身细听动姿、李家明关注其妹的亲切目光、他人不由自主的合手和拍；“观舞”段王屋山娇小玲珑的身姿、德明和尚背身合掌低首而立的尴尬状等等，传尽心曲，入木三分。最出色的还是主人公韩熙载的刻画，长髯、高帽的外形与文献记载均相吻合，举止、表情更显露出他复杂的内心。一方面，他在宴会上与宾客觥筹交错，不拘小节，如亲自击鼓为王屋山伴奏，敞胸露怀听女乐合奏，送别时任客人与歌妓厮混，充分反映了他狂放不羁、纵情声色的处世态度和生活追求；另一方面又心不在焉、满怀忧郁，如擂鼓时双目凝视、面不露笑，听清吹时漫不经心，与对面侍女闲谈，这些情绪都揭示了他晚年失意、以酒色自汙的心态。画家塑造的韩熙载，不仅形象逼肖，具肖像画性质，而且对其内心挖掘深刻，性格立体化，可以说真实再现了这位历史人物的原貌。

关于此画有两种说法：
- 一是南唐后主李煜希望任命韩熙载为宰相，韩熙载为了推托，故意生活奢靡，夜夜笙歌，李煜派画家顾闳中和周文矩、高太衝等三人潜入韩宅绘制其夜宴画卷，规劝之。[7][8]
- 另说韩熙载乃北人而在南唐为官，与帝王貌合神离，为避是非猜忌，故意饮酒弄妾，长夜欢饮，使人放松对他的警惕，以图自保。

## 展览
2018年6月，“千人千面——重庆中国三峡博物馆馆藏古代人物画展”在三峡博物馆开展，70余件文物展出。其中包括唐寅《临韩熙载夜宴图卷》和南宋杂景院画册之《清风摇玉佩》等“镇馆之宝”。

## 延伸阅读
- 《韩熙载夜宴》，吴蔚，中国民主法制出版社。本书与吴蔚同系列图书《孔雀胆》同时参选第八届茅盾文学奖。
- 顧閎中，《顧閎中·韓熙載夜宴圖》，中信出版社，2016，ISBN 9787508664262。
- 顧閎中，《韓熙載夜宴圖》，青島出版社，2014，ISBN 9787555204756。
- 張朋川，《韓熙載夜宴圖》圖像研究，2016，ISBN：9787301252406。
- 杜文玉，《夜宴圖－浮華背後的五代十國》圖像研究，2007，ISBN 9789570831580。
- 黃秀蘭、張幃超 著, 《韩熙载夜宴》，天行書苑，2016，ISBN 9789869212588。